# لایمستون (نیویورک)
لایمستون (به انگلیسی: Limestone) یک منطقهٔ مسکونی در ایالات متحده آمریکا است که در شهرستان کاتاراگوس، نیویورک واقع شده‌است. لایمستون ۴٫۲۳ کیلومتر مربع مساحت و ۳۸۹ نفر جمعیت دارد و ۴۳۰ متر بالاتر از سطح دریا واقع شده‌است.